# Cooper Hefner
Cooper Hefner (4 septembre 1991 à Los Angeles), est un homme d'affaires et créateur américain, fils du fondateur et propriétaire du magazine de charme Playboy. Il est devenu le directeur créatif du magazine en 2016 et, en 2017, était responsable du retour de la nudité à la publication.

## Vie privée
Depuis 2013, il est en couple avec l'actrice Scarlett Byrne. Le 6 août 2015, ils annoncent leurs fiançailles. Ils se marient le 4 novembre 2019 au tribunal du Comté de Ventura en Californie. 
Le 24 août 2020, sa femme Scarlett Hefner, donne naissance à leur premier enfant, une petite fille prénommée Betsy Rose. En novembre 2021, ils annoncent qu'ils attendent des jumeaux sur Instagram. Le 26 mars 2022, elle donne naissance à deux petites filles prénommées Marigold Adele Hefner et Blossom Pearl Hefner.